# マルク・スガン

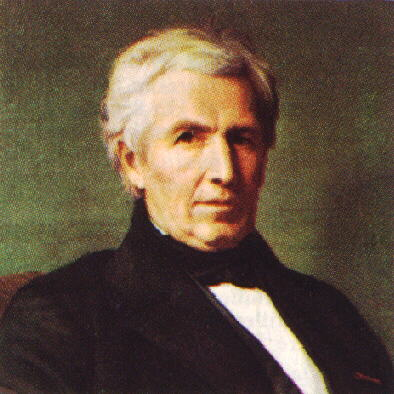
マルク・スガン

マルク・スガン（Marc Seguin、1786年4月20日 - 1875年2月24日）はフランスの技術者。吊り橋や水管式蒸気機関の発明者である。

## 来歴
リヨン近くのアノネー（Annonay）にスガン社の設立者のマルク・フランソワ・スガンを父親に、熱気球の発明者のモンゴルフィエ兄弟の姪を母親に生まれた。ヨーロッパで最初の吊り橋を開発し、フランス国内に186の橋を建設した。水管式蒸気機関の発明者でもあり、その発明によって蒸気機関の出力を向上し、蒸気機関車の速度を向上させた。ジョージ・スチーブンソンの協力者として、1829年のレインヒル・トライアルで「ロケット号」が優勝するのに貢献した。
発明家であるのと同時に企業家としても、兄弟たちと共に父親の、繊維、製紙、ガス灯、石炭鉱山、鉄道、橋梁の建設などの事業で成功した。1845年に科学アカデミーの会員に選ばれ、1836年にレジオンドヌール勲章を受勲した。橋梁の建設や蒸気機関に関する多くの著作がある。